# Gnophos dinica
Gnophos dinica är en fjärilsart som beskrevs av Eugen Wehrli 1953. Gnophos dinica ingår i släktet Gnophos och familjen mätare. Inga underarter finns listade i Catalogue of Life.